# گاکساق
گاکساق (به لاتین: Għaxaq) یک منطقهٔ مسکونی در مالت است که در منطقه جنوبی مالت واقع شده‌است. گاکساق ۳٫۹ کیلومتر مربع مساحت و ۴٬۸۶۰ نفر جمعیت دارد.